# Zimní stadion Hradec Králové
Zimní stadion v Hradci Králové (ČPP aréna) se nachází v centru města v sousedství Jiráskových sadů. Domácí zápasy zde odehrává tým Mountfield HK hrající nejvyšší hokejovou soutěž Extraligu České republiky.

## Historie

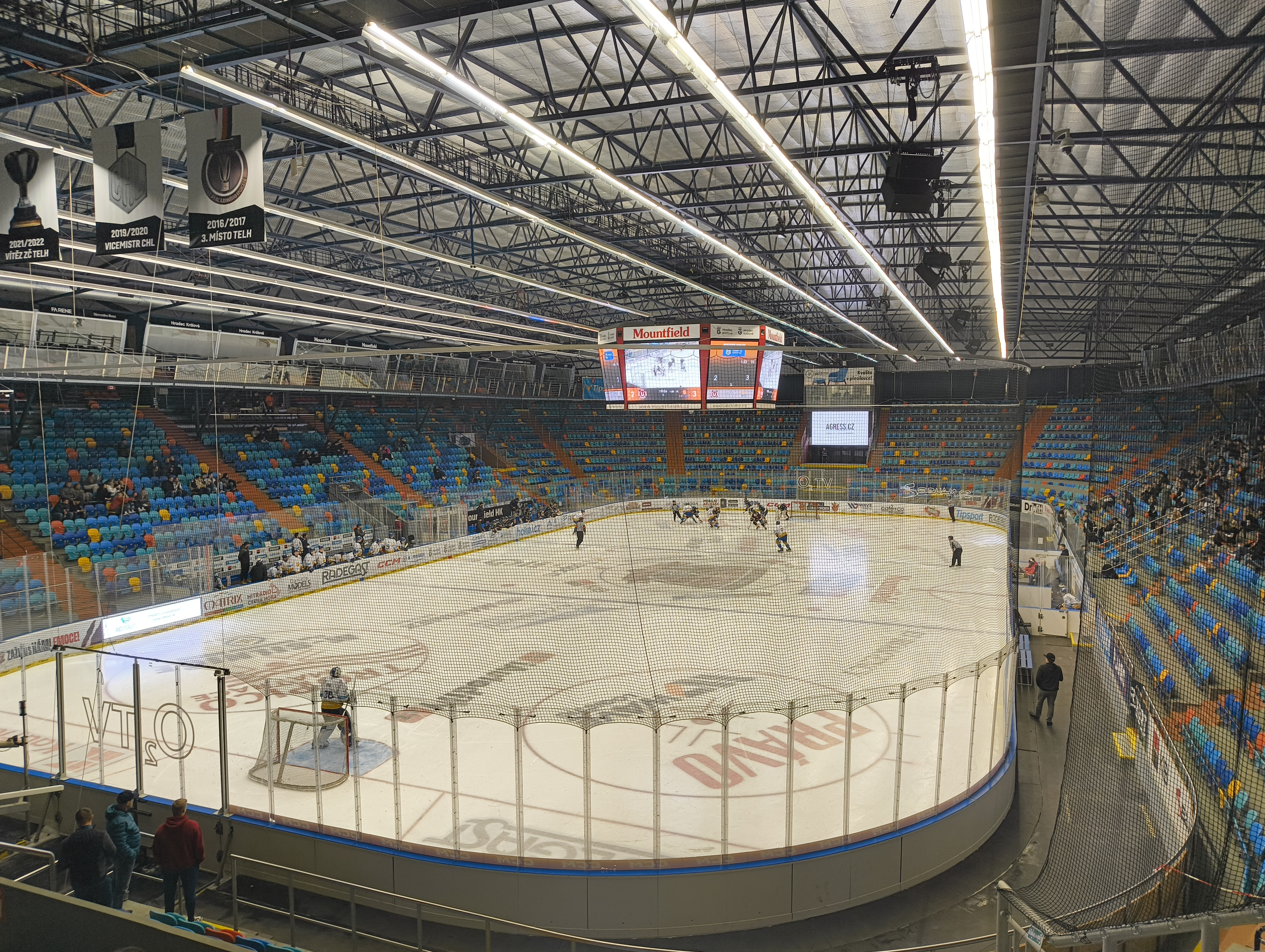
Interiér stadionu

Již v roce 1930 si vybudoval Bruslařský klub Hradec Králové v místech dnešní haly své domácí hřiště s přírodním ledem a umělým osvětlením. Hřiště bylo z počátku lemováno pouze nízkými mantinely, za kterými stali diváci. V průběhu let bylo hřiště postupně vylepšováno a na konci 40. let byl již led vyráběn s pomocí kompresoru.
Až v roce 1955 bylo započato budování zimního stadionu s umělým ledem, vyráběným s pomocí čpavkové technologie a vedle plochy byly zbudovány dvě protilehlé tribuny kryté stříškami. Kompletně dobudován byl první stadion v roce 1957.

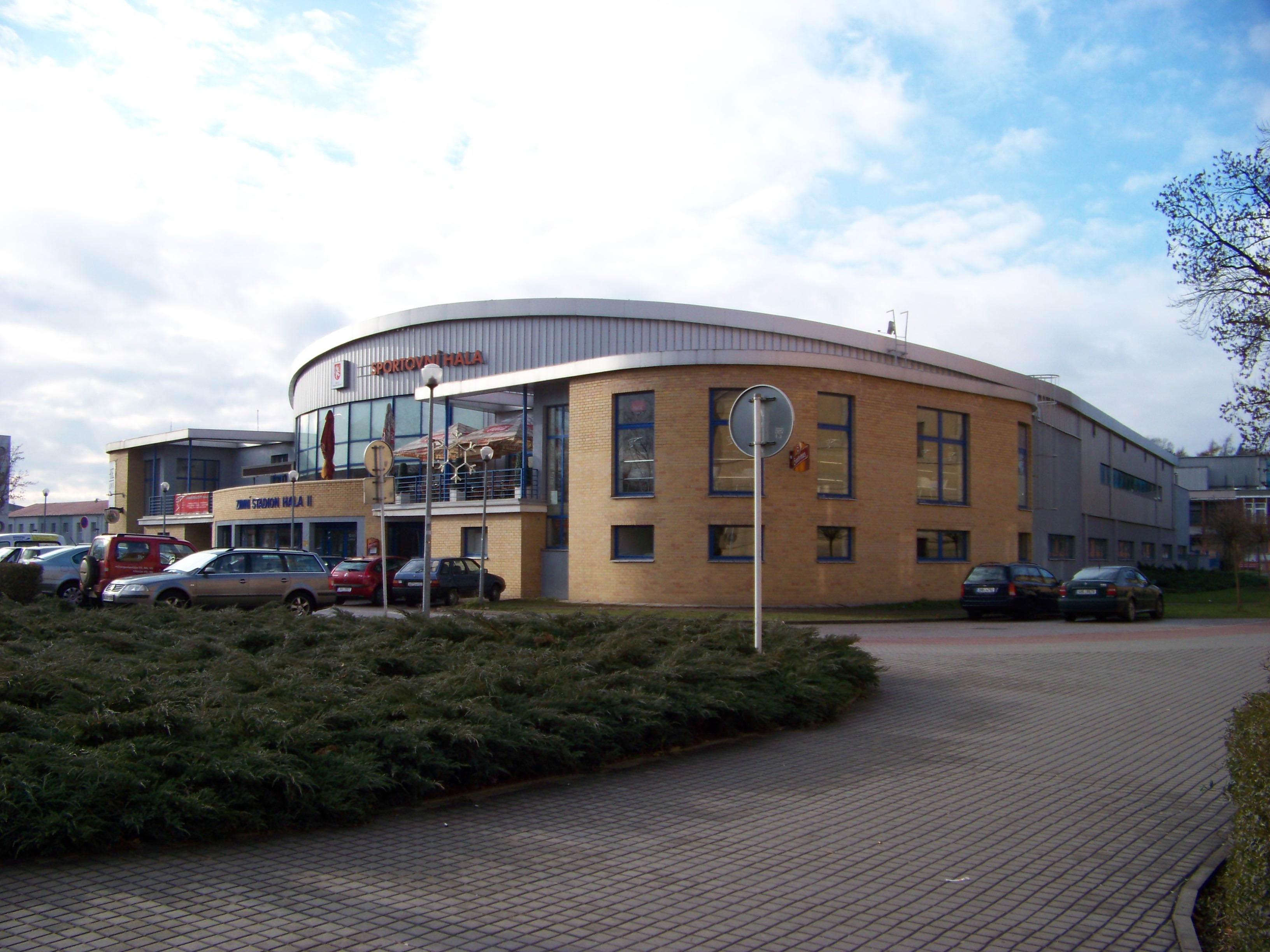
Zimní stadion – hala II

V roce 1968 začal vznikat, na svou dobu, jedinečný projekt kryté víceúčelové arény pro 12000 diváků. O rok později, v roce 1969, byla provedena demolice původního stadionu a na jeho místě začala vznikat nová hala. Byla zbudována ocelová konstrukce tribun s nosnými ocelovými sloupy budoucí střechy. Poté byla hrací plocha postupně zastřešena a začalo se s postupnou betonáží oválného hlediště a s budováním zázemí stadionu. Předpokládaný termín dokončení stadionu se protáhl o 3 roky a ke kompletnímu dokončení došlo až roku 1976. A nutno podotknout, že na staveništi haly probíhala nadále všechna hokejová střetnutí domácího celku! Konečná podoba byla proti původnímu záměru z finančních důvodů mnohem skromnější, ale přesto vznikl nadčasový zimní stadion s architektonicky skvěle řešeným oválným hledištěm pro 8000 diváků.
V roce 1980 byla vybudována druhá, nekrytá ledová plocha. V roce 1997 proběhla první, menší rekonstrukce, zaměřená na zlepšení zázemí stadionu.
Roku 2001 byla na místě venkovní nekryté plochy vybudována druhá, malá hala. Kapacita malé haly je 500 míst ke stání.
V roce 2007 byla zahájena komplexní modernizace s plánovanou cenou ve výši 270 miliónů korun a termínem dokončení 2010. V rámci přestavby dochází k novému opláštění a zateplení stadionu, rekonstrukci střechy a osvětlení, vybudování klimatizace a skyboxů, obě haly byly napojeny na nový chladicí agregát, do hlediště byly namontovány nové sedačky, všechna zábradlí byla vyměněna za nerezová, všechny podlahy dostaly protiskluzovou úpravu. Celá rekonstrukce však nebyla dokončena kvůli sporům mezi městem a nájemcem, firmou ABD. Město poukazovalo na předražené a nekvalitně provedené práce. Ve věci proběhlo několik soudních sporů. Způsob a kvalitu provedené rekonstrukce ostře kritizoval v tisku i autor projektu z roku 1968, Ing. architekt Křelina.
Třetí etapa rekonstrukce, která již byla v plné režii města, byla plánována na roky 2013–2014, kdy došlo mj. k výměně letitých mantinelů, výměně chlazení pod ledovou plochou velké haly, a nápravě některých závad, které způsobilo nekvalitní provedení prací při přestavbě. V roce 2013 zatím proběhla rekonstrukce šaten hokejistů a rozhodčích, byl vybudován nový odbavovací systém diváků, vylepšen sektor pro hostující fanoušky, zřízeno bezdrátové připojení k internetu a nový vnitřní videookruh.
Dne 9. prosince 2014 podepsal klub Mountfield HK, který v hale hraje svá utkání ledního hokeje, smlouvu se sázkovou společností Fortuna, podle které se od 1. ledna 2015 se hala jmenovala „Fortuna aréna“. Toto označení objekt nesl do konce května 2017. Smlouva však obsahovala též opci na její možné prodloužení. Od 1. září 2017 nese hala pojmenování „ČPP Aréna“.

## Kapacita stadionu
Celková kapacita po dvou rekonstrukcích v roce 2007 a 2014 původně dosahovala 7700 diváků, dnes ale kapacita dosahuje 6890 diváků.
- 3920 míst k sezení
- 2970 míst ke stání
- 300 míst ke stání - sektor hostí[5]

## Zázemí a vybavení

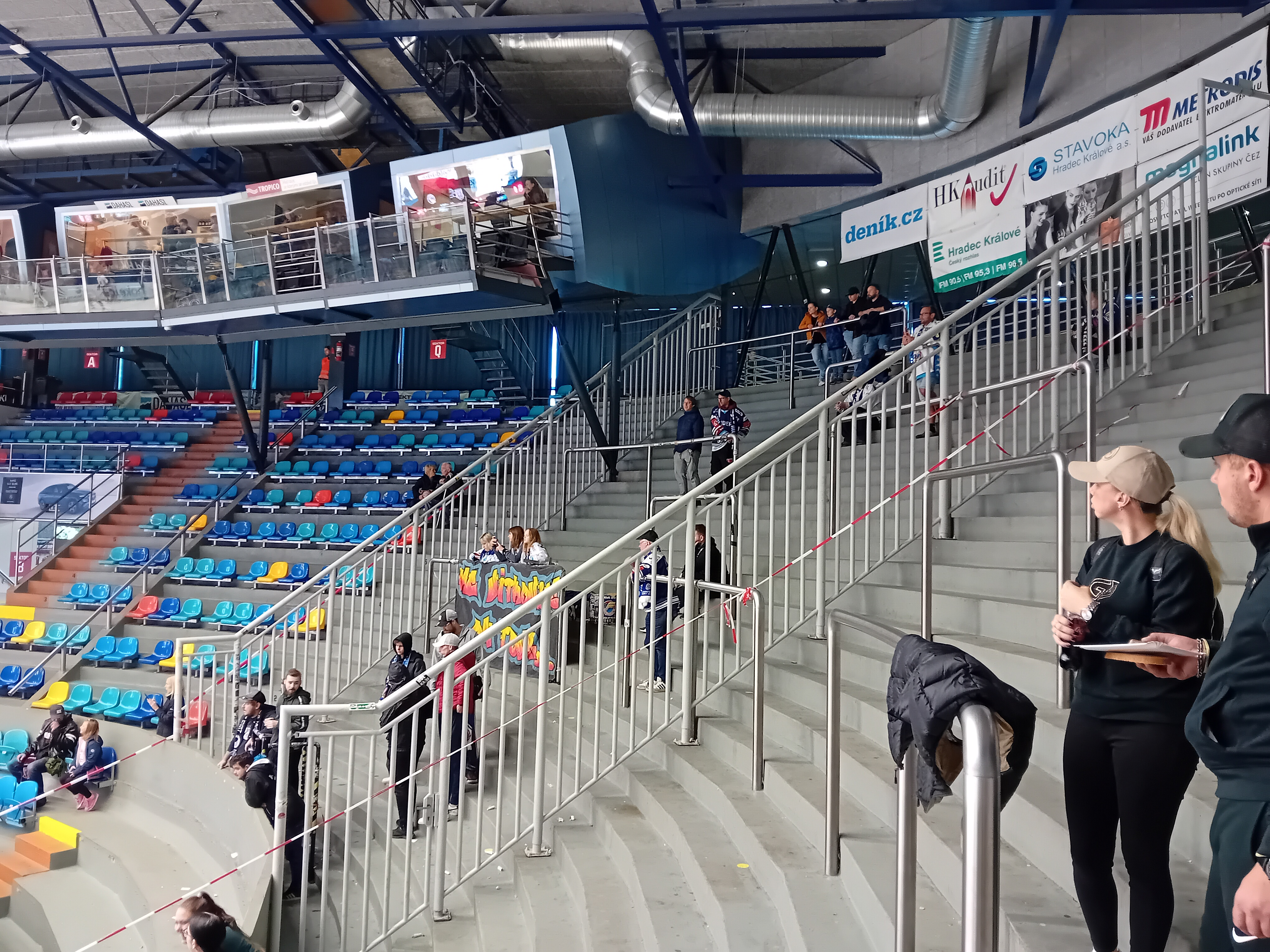
sektor hosté

Součástí zázemí zimního stadionu je:
- hotel *** pro 72 hostů
- restaurace
- prodejna sportovních potřeb
- posilovna a tělocvična
- šatny hokejistů
- kanceláře sekretariátu klubu ledního hokeje

Ve velké hale se nachází:
- restaurace Bully restaurant
- prodejna fan shopu
- 1 velký a 4 malé bufety s občerstvením
- 4 stánky s občerstvením

Stadion je vybaven multimediální kostkou nad hrací plochou s propojením videosignálu do LCD panelů u bufetů v zázemí. V hale je možné se zdarma připojit k internetu pomocí technologie Wi-Fi.
Před velkou i malou halou se nachází parkoviště pro 200 resp. 50 osobních vozidel. Přímo naproti velké hale je vybudován patrový parkovací dům s kapacitou 462 míst.

## Pořádané akce
Velká hala zimního stadiónu slouží jako moderní víceúčelové zařízení města Hradec Králové pro pořádání sportovních a kulturních akcí.

### Lední hokej
Základním posláním stadiónu je pořádání domácích střetnutí extraligového profesionálního celku Mountfield HK. Stadion splňuje veškerá kritéria požadovaná hokejovým svazem pro pořádání hokejových zápasů ELH i požadavky IIHF pro konání mezinárodních střetnutí. Na podzim 2001 zde odehráli z důvodu rozsáhlé rekonstrukce své domácí haly několik extraligových utkání i hokejisté Pardubic.
Již dvakrát zde byly pořádány významné mezinárodní hokejové akce, v roce 1980 zde bylo odehráno Mistrovství Evropy juniorů a v roce 2002 Mistrovství světa juniorů.

### Tenis
V roce 1984 ve velké hale sehrálo československé reprezentační družstvo tenistů svá domácí utkání v Davisově poháru. Na antukovém povrchu porazilo Československo Dánsko 5:0 na zápasy a Francii 3:2. V Hradci Králové mohli čeští diváci naposledy naživo vidět tenisovou legendu Ivana Lendla, který v roce 1986 emigroval do USA.

### Koncerty
Stadión je využíván i pro pořádání velkých hudebních koncertů. V minulosti zde vystoupili například zpěváci Gilbert Bécaud nebo Drupi. V prosinci roku 1987 zde proběhl koncert britské skupiny Uriah Heep, která si zde své vystoupení v září 1998 zopakovala. Společně s Uriah Heep vystoupila i skupina Slade. V roce 1992 zde rovněž proběhl, v rámci turné Adieu CA, megakoncert skupiny Pražský výběr, v roce 1990 zde zazpíval před vyprodaným hledištěm písničkář Karel Kryl.

### Filmový festival
Díky tomu, že byl stadion vybaven i promítací kabinou, mohla zde být pořádána filmová představení. Pravidelně každé léto v sedmdesátých a osmdesátých létech 20. století zde byly, v rámci filmového festivalu FFP, promítány divácky nejúspěšnější snímky.

### Veletrhy a výstavy
Od devadesátých let zde bylo pravidelně pořádáno několik veletrhů. K největším akcím patřily Východočeský stavební veletrh nebo Hradecký autosalon. K hojně navštěvovaným patří i mezinárodní výstavy koček.